# Obileni, Hîncești
Obileni este un sat în Raionul Hîncești,  Republica Moldova.
Satul Obileni este o localitate situată la granița cu România (aproximativ 3,93 km), la o distanța de 35,5 km de centrul raional Hâncești și 91 km de Chișinău. Satul Obileni a fost atestat la 13 mai 1540. I s-a mai zis și Odaia-Delarului. În alte surse (documente din arhiva bisericii) se pomenește și de Obilenii Vechi. După cum se poate observa, satul este unul de dimensiuni mici. Satele vecine sunt Sărăteni, Nemțeni, Cotul Morii și Ivanovca.

## Legenda satului
Satul Obileni este menționat documentar pentru prima dată în anul 1540:
„Din mila lui Dumnezeu, noi Ștefan voievod, fiul lui Ștefan voievod cel Bătrân, domn al Țării Moldovei. Facem cunoscut cu aceasta carte a noastră tuturor celor ce o vor vedea sau o vor auzi citindu-se, că aceste adevărate slugi ale noastre, Ocea și Fătul și Udrea și Dan și Tuluc și Ion și One au slujit nouă, drept și credincios.

De aceia noi, văzând slujba lor dreapta și credincioasă către noi, i-am miluit pe dânșii, cu deosebita noastră milă le-am dat și le-am întărit lor dela noi, în Țara noastră, Moldova, o seliște anume Seliștea lui Gagea, mai sus de Obieleni și mai jos de Cozmești, ca să le fie lor dela noi uric și cu tot venitul, lor copiilor lor și nepoților și strănepoților lor și rastrănepoților lor și întregului lor neam, cine li se va alege lor cel mai apropiat, neclintit niciodată, în vecii vecilor.

...

A scris Ion Tăutulovici la Hârlău, în anul 7048 <1540> luna ... 13.”
Biserica e unul dintre cele mai frumoase și mai impunătoare edificii. Istoria acesteia atestă că:
„Astfel, odată cu maturarea localității, credincioșii satului Obilenii Vechi în anul 1919, Andros Vasilii, Veleșcu Dimitrii, Boieșu Dimitrii, Țîrdea Petru au luat o decizie hotărâtoare - să construiască o sfântă biserică și în același an 1919 cu ajutorul lui Dumnezeu se începe construcția sfintei biserici.
Și a durat construcția până în anul 1929. Durata lungă a construcției a fost din cauza lipsei pietrei și a varului. Aceste materiale necesare se aduceau de prin părțile Chișinăului cu carul cu boi la o depărtare de aproximativ 100 km.
Această Sfântă Biserică este construită prin activitatea întregului sat Obilenii Vechi și a bunilor făcători de bine ai multor sate de prin apropiere.
Sfânta biserică este construită din piatră în formă de cruce în cinstea cinstitului Acoperământ al Maicii Domnului.
La construcția bisericii s-au arătat cei mai activi ctitori: Vasile Andros, Petru Țîrdea, jertfind pentru construcția sfintei biserici câte 30 000 mii lei, fiecare din ei încurajând consătenii prin propriul lor exemplu și prin munca cot la cot cu toți ceilalți credincioși. După terminarea construcției de specialiști italieni în anul 1930 a fost sfințită de înalt Preasfințitul Mitropolitul Gurie, Mitropolitul Basarabiei și al Hotinului. Pentru stăruința ctitorilor mai sus indicați, au fost evidențiați cu gramote de laudă. Primul preot paroh al sfintei biserici din satul Obilenii Vechi a fost numit Fiodor Harger din anul 1930 până în anul 1934. De la 1934 a fost numit preotul Vasile Harger până la 1938. De la 1938 a fost numit Gheorghie Plămădeală până la 1949. De la 1949 a fost numit preotul ieromonahul Pimen Popa până în anul 1954. De la 1954 a fost numit preotul ieromonahul Visarion Popa până în anul 1957. De la 1957 a fost numit preotul Gheorghie Axentie până în anul 1981. De la anul 1981 a fost numit preotul Nicolai Gavriliță până în anul 1990.De la anul 1991 luna martie a fost numit preotul Mihail Barbalat până în prezent. Sfânta Biserică în tot timpul său de activitate prin stăruința preoților a chemat pe credincioși la unire, la păstrarea credinței ortodoxe și îndeplinirea sfintelor porunci a lui Dumnezeu. Păstrând și întărind sfânta Tradiție, în sfânta Biserică de o raritate și foarte prețioase sunt icoanele din Altar. In anul 1991, după o restaurare totală, s-au îmbogățit pereții cu icoane și arhitecturi monumentale, neieșind din cadrul sfintelor canoane bisericești. Și a fost sfințită de către Preasfințitul Vichentie Episcop de Bender în ziua de 14 octombrie 1991.
Construcția școlii noi a durat 2 ani și a fost deschisă în anul 1991.

## Demografie

### Structura etnică
Structura etnică a localității conform recensământului populației din 2004:
| Grup etnic                    | Populație | % Procentaj |
| ----------------------------- | --------- | ----------- |
| Băștinași declarați Moldoveni | 1428      | 99,24%      |
| Ucraineni                     | 5         | 0,35%       |
| Ruși                          | 2         | 0,14%       |
| Găgăuzi                       | 1         | 0,07%       |
| Alții                         | 3         | 0,21%       |
| Total                         | 1439      |             |

## Administrație și politică
Componența Consiliului local Obileni (9 consilieri), ales la 5 noiembrie 2023, este următoarea:
|  | Partid                           | Consilieri | Componență | Componență | Componență | Componență |
|  | -------------------------------- | ---------- | ---------- | ---------- | ---------- | ---------- |
|  | Partidul „Renaștere”             | 4          |            |            |            |            |
|  | Partidul Acțiune și Solidaritate | 3          |            |            |            |            |
|  | Platforma Demnitate și Adevăr    | 2          |            |            |            |            |